# فرد 04
فرد 04 (بالبرتغالية: Fred Zero Quatro‏) هو موزع ومغني برازيلي، ولد في 11 يوليو 1965.

## وصلات خارجية
- فرد 04 على موقع IMDb (الإنجليزية)
- فرد 04 على موقع ميوزك برينز (الإنجليزية)
- فرد 04 على موقع ديسكوغز (الإنجليزية)